# Orthopterum
Orthopterum (лат.) — род суккулентных растений семейства Аизовые (Aizoaceae), подсемейства Ruschioideae, произрастающий на территории Капской провинции Южно-Африканской Республики.

## Название
Родовое латинское (научное) название Orthopterum происходит от греческого слова orthos, — «прямой», и слова pteron, — «крыло». Это связано с прямостоячими верхними частями перегородок плодовых коробочек.
Из-за отсутствия официального русскоязычного названия рода в авторитетных источниках, вероятное произношение на русском языке может быть сформировано как «Ортоптерум».

## Ботаническое описание
Представители рода — миниатюрные компактные многолетние растения, формирующие небольшие подушкообразные комочки. Стебли содержат 6-8 листьев. Листья супртивные, слегка неравные, имеют удлиненно-треугольную форму. Длина листьев составляет около 30 мм, а ширина — 8 мм. Они гладкие, с краями, имеющими небольшое количество зубцов или вовсе без них.
Цветки одиночные, сидячие или почти сидячие, имеют диаметр около 50 мм. Они открываются во второй половине дня и закрываются к вечеру. Чашелистиков в цветке 5, они почти равны. Лепестки расположены в 3 или 4 ряда, с внутренней стороны они золотисто-желтые, а снаружи — красноватые. Тычинки собраны в конус и имеют эпапиллярную структуру. Нектарник состоит из 5 отдельных зеленовато-коричневых зубчатых желез. Завязь находится в верхней части и имеет тупоконическую форму; рыльце состоит из 5 или 6 нитевидных частей. Плод представляет собой 5- или 6-гнездную коробочку; перегородки плода разделены на две части, верхняя часть изогнута на вершине коробочки. Семена имеют форму груши и покрыты бугорчатой поверхностью.

## Таксономия
Orthopterum L.Bolus, первое упоминание в S. African Gard. 17: 281. (1927).

### Виды
Согласно данным сайта WFO Plantlist на июнь 2023 года, род состоит из 2 видов:
- Orthopterum coeganum L.Bolus
- Orthopterum waltoniae L.Bolus typus

- Orthopterum coeganum
- Orthopterum waltoniae